# James John Teding van Berkhout
James John Teding van Berkhout (Amsterdam, 4 december 1814 - aldaar, 25 juli 1880) was een Nederlands politicus.
Teding van Berkhout was een in de rechtsgeleerdheid en wis- en natuurkunde afgestudeerde aanhanger van de Reveil-beweging, die zeven jaar Tweede Kamerlid voor het district Gorinchem was. Hij richtte samen met vrienden als Groen van Prinsterer en Da Costa in Amsterdam de antirevolutionaire kiesvereniging Nederland en Oranje op. Hij was negen jaar wethouder van openbare werken in Amsterdam. Hij voerde regelmatig het woord in de Kamer, waarbij onderwijs zijn grootste belangstelling had.
- Biografisch Portaal: 39442414
- Digitale Bibliotheek voor de Nederlandse Letteren: berk046
- International Standard Name Identifier: 0000 0003 9747 9734
- Nederlandse Thesaurus van Auteursnamen: 070241996
- Parlement.com: vg09lla4ozxx
- Virtual International Authority File: 24967486
- WorldCat: E39PBJgd4phvbMtQVhtGf7GGpP